# تمدن کورا–ارس
تمدن کُورا–آرس، که با نام‌های فرهنگ کُورا–آراکِس، فرهنگ متکواری–آراکِس، فرهنگ پیشین قفقاز جنوبی یا فرهنگ شنگاویتی نیز شناخته می‌شود، یک فرهنگ باستان‌شناختی بود که تقریباً از ۴۰۰۰ پیش از میلاد تا حدود ۲۰۰۰ پیش از میلاد در منطقهٔ قفقاز رواج داشت.
بر پایهٔ شواهد، این فرهنگ در ابتدا در دشت آرارات ظهور یافت و تا حدود ۳۰۰۰ پیش از میلاد به مناطق شمالی قفقاز گسترش پیدا کرد. با این حال، در برخی مناطق، نشانه‌های زوال این فرهنگ از حدود ۲۶۰۰ تا ۲۷۰۰ پیش از میلاد دیده می‌شود.
این فرهنگ مساحتی به‌وسعت حدود ۱۰۰۰×۵۰۰ کیلومتر را در بر می‌گرفت و مناطق امروزی قفقاز جنوبی (به‌جز غرب گرجستان)، شمال‌غربی ایران، قفقاز شمال شرقی، شرق ترکیه و بخش‌هایی از شمال سوریه را شامل می‌شد.
نام این فرهنگ از درهٔ دو رودخانهٔ کورا و آراکِس گرفته شده‌است. برخی گونه‌های محلی آن با نام‌هایی چون شنگاویتی، «کاراز» (ارزروم)، «پولور» و «یانیک‌تپه» (در آذربایجان غربی ایران، نزدیک دریاچه ارومیه) شناخته می‌شوند.
این فرهنگ، پایه‌گذار فرهنگ خیربت کرک در شام و فرهنگ تریالتی در قفقاز جنوبی و فلات ارمنستان بود و در منطقهٔ نخجوان با فرهنگ نخجوان دنبال شد.
اقتصاد این تمدن بر پایهٔ کشاورزی یک‌جانشینی بود و بیش از هزار سکونتگاه را در دره‌های حاصلخیز، فلات‌های مرتفع و مناطق کوهستانی قفقاز جنوبی پوشش می‌داد. این سکونتگاه‌ها گاه بر روی تپه‌های مصنوعی ساخته می‌شدند و دارای ساختارهای پیچیده‌ای بودند که در برخی موارد تا ده‌ها متر گسترش می‌یافتند.

## تاریخ اولیه

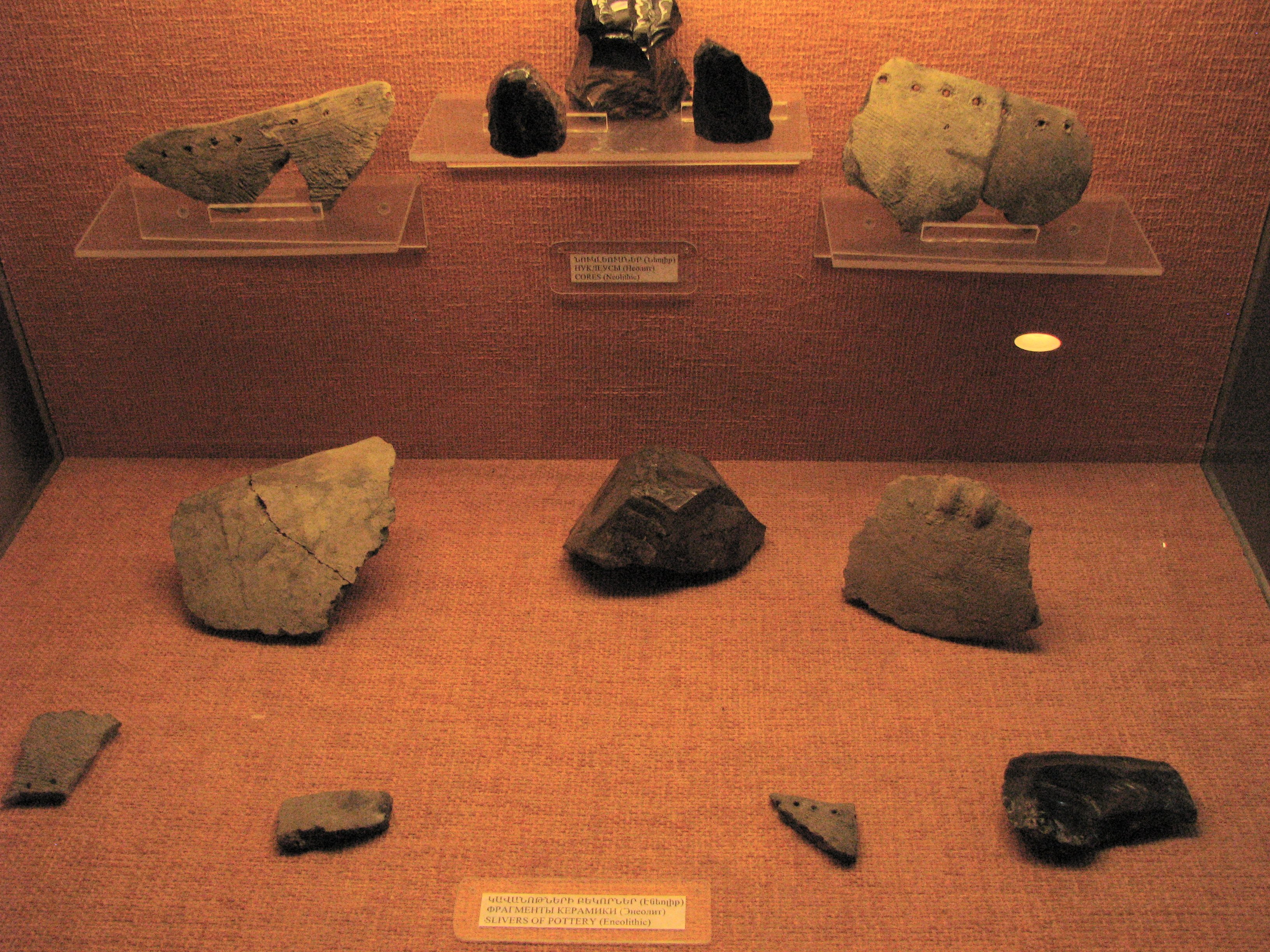
قطعات سفال کُورا-آراکِس و اوبسیدیان از آثار شهر شنگاویت

فرآیندهای شکل‌گیری مجموعه فرهنگی کُورا–آراکِس و تاریخ و شرایط ظهور آن مدت‌ها مورد بحث و جدل بوده است.
فرهنگ شولاوری-شومو پیش از فرهنگ کُورا–آراکِس در این منطقه وجود داشت. تفاوت‌های زیادی بین این دو فرهنگ وجود داشت, بنابراین ارتباط آن‌ها واضح نبود. بعدها پیشنهاد شد که فرهنگ سیونی در شرق گرجستان ممکن است نمایانگر یک انتقال از فرهنگ شولاوری به مجموعه فرهنگی کُورا–آراک باشد.
در بسیاری از سایت‌ها، لایه‌های فرهنگ سیونی به عنوان واسطه‌ای بین لایه‌های شولاوری-شومو-تپه و لایه‌های کُورا-آراکِس دیده می‌شوند. این نوع استراتیگرافی جایگاه زمانی فرهنگ سیونی را در حدود ۴۰۰۰ پیش از میلاد تأیید می‌کند.
برخی از محققان مناطق کارتلی و کاخِتی را به عنوان نقاط کلیدی برای شکل‌گیری نخستین فاز فرهنگ کُورا–آراکِس می‌دانند. به‌طور کلی، این فرهنگ به نظر می‌رسد که یک فرهنگ بومی در قفقاز باشد که طی یک دوره طولانی شکل گرفته و در عین حال تحت تأثیرات فرهنگ‌های خارجی قرار گرفته است.
برخی شواهد (مانند شواهد موجود در ارسلان‌تپه) نشان‌دهنده هم‌پوشانی زمانی فرهنگ‌های کُورا-آراکِس و فرهنگ اوروک است؛ چنین تماس‌هایی حتی ممکن است به دوران میانه اوروک بازگردد.
برخی محققان پیشنهاد کرده‌اند که نخستین نمود پدیده کُورا-آراکِس باید حداقل به ربع آخر هزاره پنجم پیش از میلاد تاریخ‌گذاری شود. این پیشنهاد بر اساس داده‌های جدید از اوچولار تپه، یک سکونتگاه پوسنگی پایان‌دور در نخجوان در کنار رود آرپاجای است.

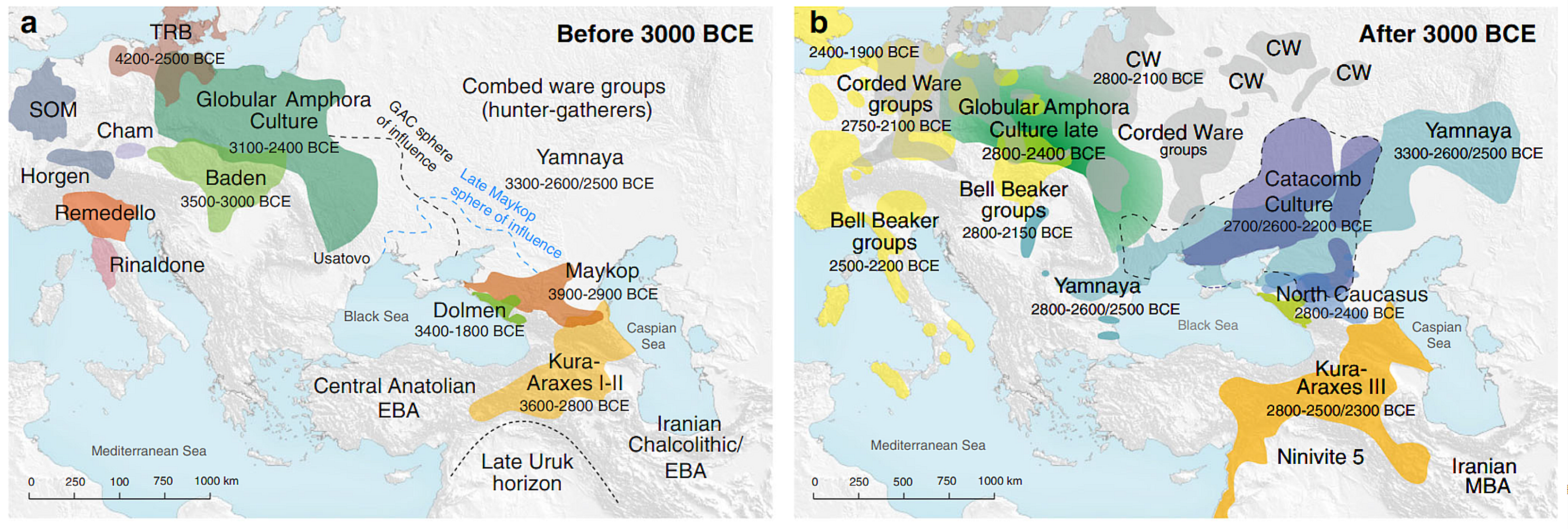
فرهنگ کُورا–آراکِس و توزیع فرهنگ‌های باستان‌شناسی در اروپا و قفقاز پیش از ۳۰۰۰ پیش از میلاد و بعد از آن.

## گسترش
عناصر فرهنگ کُورا–آراکِس به سرعت به سمت غرب به دشت ارزروم، جنوب غرب به کلیسیکا و جنوب شرق به منطقه دریاچه وان و پایین‌تر از حوضه ارومیه در ایران، مانند تپه گودین پیشروی کردند. در نهایت، این فرهنگ به سوی سوریه و حتی به اسرائیل گسترش یافت.
سرزمین فرهنگ کُورا-آراکِس بخش‌های وسیعی از ارمنستان، آذربایجان، چچن، داغستان، گرجستان، اینگوش، اوستیای شمالی و بخش‌هایی از ایران و ترکیه امروزی را شامل می‌شود.
در سوس هویک، در استان ارزروم، ترکیه، اشکال اولیه سفال‌های کُورا-آراکِس همراه با سرامیک‌های محلی به تاریخ ۳۵۰۰–۳۳۰۰ پیش از میلاد کشف شدند. در دوره برنز اولیه در ۳۰۰۰–۲۲۰۰ پیش از میلاد، این سکونتگاه بخشی از پدیده کُورا-آراکِس بود.
در ارسلان‌تپه ترکیه، حدود ۳۰۰۰ پیش از میلاد، آتش‌سوزی و تخریب وسیعی رخ داد و پس از آن سفال‌های کُورا-آراکِس در منطقه ظاهر شدند.
به گفته جفری سامرز، حرکت مردم کُورا-آراکِس به ایران و منطقه وان که او آن را بسیار ناگهانی تفسیر می‌کند، درست قبل از ۳۰۰۰ پیش از میلاد آغاز شد و ممکن است ناشی از «تضعیف دوره اوروک» (پایان دوره اوروک) باشد که در پایان فاز چهارم اوروک (حدود ۳۱۰۰ پیش از میلاد) رخ داد.

### سایت‌های ایرانی
بسیاری از سایت‌های مهم کُورا-آراکِس در امتداد رودخانه آراکِس واقع شده‌اند که جنوب آن ایران امروزی است. گل‌تپه، نخجوان، در جمهوری خودمختار نخجوان نزدیک به رودخانه آراکِس، برای مدت طولانی شناخته شده است. در ایران، کاوش‌ها به‌ویژه در قرن ۲۱ شتاب گرفته است. گل‌تپه جلفا، یک سایت مرتبط، به‌عنوان دروازه‌ای مهم برای فرهنگ کُورا-آراکِس در مسیر خود به سمت جنوب به منطقه دریاچه ارومیه شناخته می‌شود. تجارت و توزیع ابسیدین باستانی ارتباطات فرهنگی را به‌خوبی نشان می‌دهد و گل‌تپه جلفا یک نقطه ترانزیت مهم برای حرکت ابسیدین قفقازی به سایت‌های ایرانی بوده است. این تجارت احتمالاً توسط گروه‌های چوپانان مهاجر از ایران انجام می‌شده است.
همچنین در ایران در پایین‌دست رودخانه آراکِس، دو سایت دیگر از همان دوره به‌تازگی کاوش شده‌اند، کهنه پاسگاه و کهنه تپه‌سی.
بسیاری از سایت‌های ایرانی دیگر اخیراً کشف شده‌اند و به‌طور کامل کاوش شده‌اند.

## ارتباطات فرهنگی
فرهنگ کُورا–آراکِس ارتباط نزدیکی با فرهنگ مایکوپ در قفقاز شمالی دارد. به نظر می‌رسد این دو فرهنگ بر یکدیگر تأثیر گذاشته‌اند.

## اقتصاد
اقتصاد بر پایه کشاورزی و دام‌پروری (به‌ویژه گاو و گوسفند) بوده است. آن‌ها غلات و محصولات باغی می‌کاشتند و شناخته شده‌اند که از ابزارهایی برای تولید آرد استفاده می‌کردند. آن‌ها گاو، گوسفند، بز، سگ و در مراحل بعدی، اسب پرورش می‌دادند.
قبل از دوره کُورا-آراکِس، استخوان‌های اسب در قفقاز پیدا نشده بود. اما بعد از حدود ۳۳۰۰ پیش از میلاد، اسب‌ها به‌طور گسترده‌ای رایج شدند و نشانه‌هایی از اهلی‌سازی آن‌ها وجود دارد.
شواهدی از تجارت با میان‌رودان و آسیای صغیر وجود دارد. با این حال، این فرهنگ عمدتاً بومی قفقاز محسوب می‌شود و نسخه‌های اصلی آن (طبق نظر تاریخ‌نگار قفقاز امجد جایموقه) فرهنگ‌های بزرگ بعدی در این منطقه را مشخص کرده است.
در این دوره بود که سیستم‌های آبیاری ساخته شده در دامنه‌های آراگاتس و کوه‌های گغام شکل گرفتند و در منابع کانال‌ها، استخرهای مصنوعی و چشمه‌ها، سنگ‌های اژدها (ویشاباکار) ساخته شده از سنگ بازالت یکپارچه نصب شدند. یکی دیگر از پیش‌نیازهای توسعه اقتصادی بی‌سابقه، تولید مس بود. تعداد زیادی از سلاح‌ها و ابزارهای ساخته شده از برنز آرسنیکی توسط یافته‌های نزدیک به ایروان و قالب‌های سنگی و سفالی که در سایت‌های باستانی مختلف تمدن شنگاویت (شنگاویت، مارگاهوویت و غیره) پیدا شده‌اند، تأیید می‌شود. در سایت باستانی شنگاویت، استانداردهای وزنی مشابه با آن‌هایی که در مشرق‌زمین استفاده می‌شد، پیدا شده است که گواهی بر مشارکت ارمنستان در روابط تجاری بین‌المللی نوظهور در اوایل عصر برنز است. این سلاح‌ها که پیدا شده‌اند، شامل تیرها، خنجرها، تبرهای جنگی، نیزه‌ها و دیگر سلاح‌هایی هستند که از ابسیدین، فلینت، استخوان و برنز ساخته شده‌اند.

### سکونتگاه‌ها
شواهد باستان‌شناسی از ساکنان فرهنگ کُورا-آراکس نشان می‌دهند که سکونتگاه‌های باستانی در امتداد رودخانه هرازدان قرار داشتند، این موضوع را نقاشی‌های موجود در یک منطقه کوهستانی در غاری نزدیک به آن اثبات می‌کنند. ساختارها در سکونتگاه‌ها تفاوت زیادی نداشتند و تفاوت قابل توجهی از نظر اندازه یا ویژگی‌ها بین سکونتگاه‌ها مشاهده نمی‌شود، که این واقعیت‌ها نشان می‌دهند که احتمالاً در بخش بزرگی از تاریخ خود، این فرهنگ هرم اجتماعی پیشرفته‌ای نداشته است. برخی از سکونتگاه‌ها، دیوارهای سنگی داشتند. در میان سکونتگاه‌هایی با مساحت ۱ تا ۱۰ هکتار، سکونتگاه‌های مرکزی با دیوارهای سنگی و دیوارهای گل‌چینی احاطه شده بودند و حوضچه‌های مصنوعی در نزدیکی آن‌ها وجود داشته است. در دژ شنگاویت دیوارها با پایه‌های سنگی تقویت شده و دیوارهای مستطیلی و گذرگاه مخفی کاشی‌کاری شده به رودخانه هرازدان منتهی می‌شوند. مناطق شهری مرکزی، که با ساخت‌وساز فشرده مشخص می‌شوند (شنگاویت، موخرابلور و غیره)، با خانه‌های دیگر احاطه شده بودند.
کُورا-آراکس‌ها خانه‌های گل‌چینی می‌ساختند که ابتدا دایره‌ای شکل بودند، اما بعدها به طراحی‌های نیم‌مستطیلی تبدیل شدند که شامل ساختمان‌هایی با یک یا دو اتاق، چندین اتاق در اطراف فضایی باز یا طرح‌های خطی بودند. گل‌چینی از خاک رس شنی ساخته می‌شد و با استفاده از قالب‌ها در آفتاب خشک می‌شد. این ماده اصلی ساختمانی بود که از آن ۱۰ تا ۱۱ دیوار، معبد، ساختمان‌های مسکونی و اقتصادی و سازه‌های هیدرولیکی ساخته می‌شد. بنیادهای خانه‌ها از سنگ‌های رودخانه‌ای، سنگ‌های ترک‌خورده یا بازالت غیرپردازش‌شده ساخته می‌شدند که دیوارهای گل‌چینی بر روی آن‌ها ساخته می‌شد. ساختمان‌های دایره‌ای با قطر ۴ تا ۱۰ متر و پلان مستطیلی رایج بودند. این ساختمان‌ها سقف‌های مسطح از چوب داشتند و ساختمان‌های دایره‌ای سقف‌های ابتدایی از نوع هزاراشن داشتند که با آجرهای گل‌چینی پوشانده شده و با نی پوشانده شده بودند و یک سوراخ در وسط سقف برای نور و تهویه در نظر گرفته شده بود. کف‌ها از خاک فشرده بودند. همچنین کف‌هایی با گچ پوشانده شده تا ۱۰ سانتیمتر ضخامت داشتند و کف‌های قرمز رنگ یافت شده‌اند. نمونه‌هایی از تلاش‌ها برای زنده کردن دیوارهای خاکی یکنواخت با دکوراسیون و ترتیب شکل‌دار آجرهای رنگی مختلف و تزئین ظاهر یکنواخت دیوارها با رنگ‌های مختلف نیز در شنگاویت، موخرابلور در نخجوان، یانیک‌تپه و غیره یافت شده است.
در یک برهه از زمان، سکونتگاه‌ها و گورستان‌های این فرهنگ از دره‌های رودخانه‌ای پست به نواحی کوهستانی گسترش یافتند. اگرچه برخی از محققان پیشنهاد کرده‌اند که این گسترش نشان‌دهنده تغییر از کشاورزی به پرورش دام است و ممکن است دلیلی بر ورود گسترده هندواروپایی‌ها باشد، واقعیت‌هایی مانند اینکه سکونت در مناطق پست به‌طور مستمر ادامه داشت، تنها نشان می‌دهد که مردم این فرهنگ در حال تنوع بخشیدن به اقتصاد خود بودند تا کشاورزی محصولات و پرورش دام را در بر بگیرد.
شنگاویت یکی از مهم‌ترین سایت‌های فرهنگ کُورا-آراکس در منطقه کنونی ایروان در ارمنستان است. این منطقه از حدود ۳۲۰۰ پیش از میلاد (تقریبی) تا ۲۵۰۰ پیش از میلاد (تقریبی) مسکونی بوده است. در دوران برنز میانه، این مکان به صورت نامنظم استفاده می‌شد تا حدود ۲۲۰۰ پیش از میلاد. این شهر مساحتی بالغ بر شش هکتار را اشغال کرده بود که برای سایت‌های کُورا-آراکس بزرگ به حساب می‌آید.

### متالورژی
در نخستین مرحله فرهنگ کُورا–آراکس، فلزات کمیاب بودند. در مقایسه، سنت فلزکاری فرهنگ پیشین فرهنگ لیلاتپه بسیار پیشرفته‌تر بود. به ویژه پس از ۳۰۰۰ پیش از میلاد، استفاده از اشیای فلزی در سایت‌های کُورا-آراکس به‌طور چشمگیری افزایش یافت. همچنین تنوع آلیاژهای مس در این زمان افزایش یافت. قبر غنی یک زن در کواتسخه‌لا نمونه خوبی از این تغییرات است که شباهت زیادی به قبر شاهانه از آرسلان‌تپه دارد. استفاده از یک جزء آرسنیکی تا ۲۵٪ در اشیای مسی موجب تولید رنگ خاکستری براق و نقره‌ای شده بود؛ بنابراین ممکن است این آلیاژهای آرسنیکی بالا به منظور تقلید از نقره بوده باشند.
فرهنگ کُورا–آراکس توسعه متالورژی پیشرفته‌ای نشان داد که به شدت بر مناطق اطراف تأثیر گذاشته است. آنها مس، آرسنیک، نقره، طلا، قلع و برنز را پردازش می‌کردند.
محصولات فلزی آنها به‌طور گسترده‌ای توزیع شده بود، از سیستم‌های رودخانه‌ای ولگا، دنیپر و دون-دونتس در شمال تا سوریه و فلسطین در جنوب و آناتولی در غرب.

### سفالگری

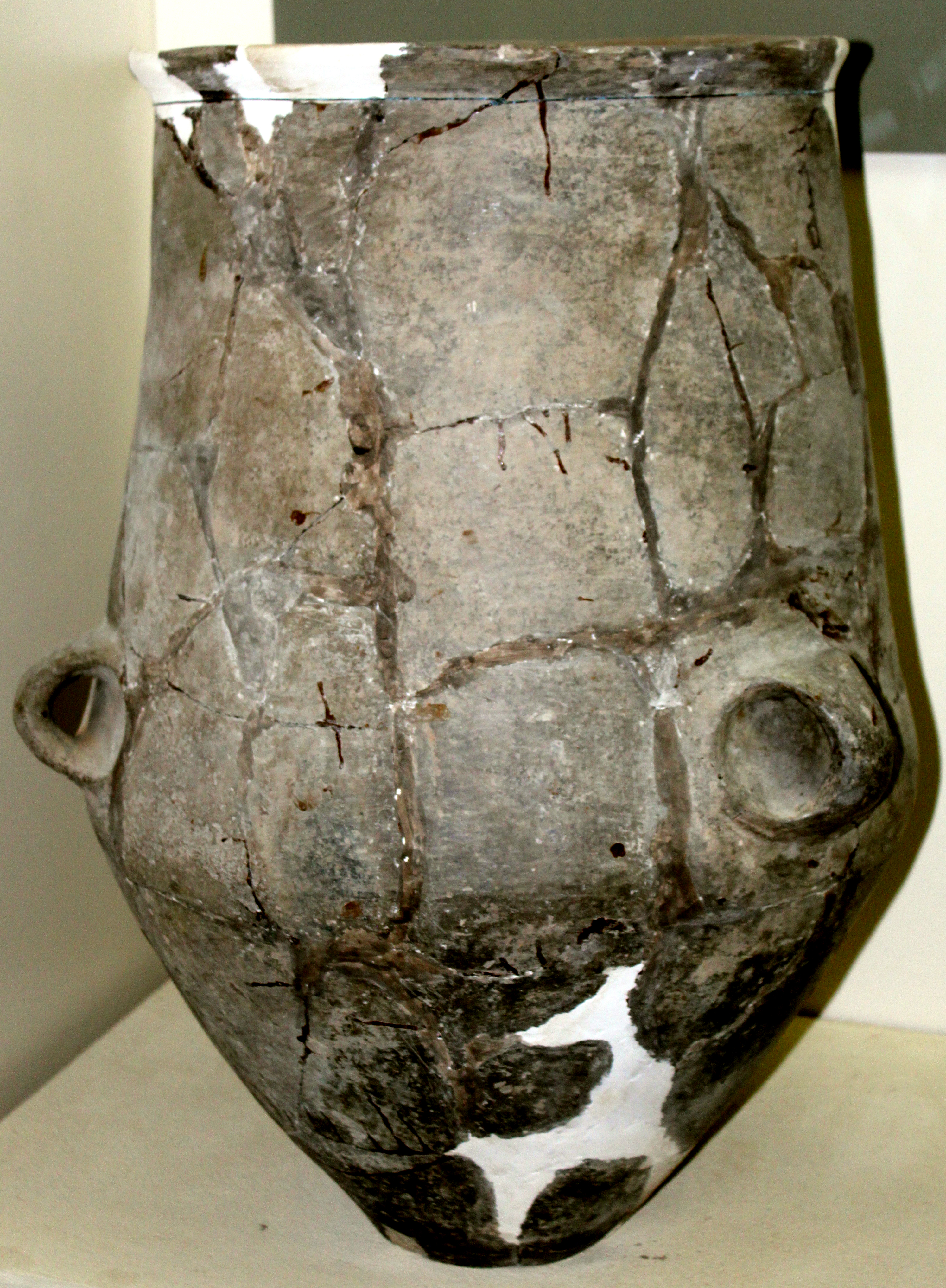
سفال

سفالگری آنها متمایز بود. گسترش سفالگری آنها در امتداد مسیرهای تجاری به فرهنگ‌های اطراف، بسیار چشمگیرتر از هر یک از دستاوردهای داخلی‌شان بود. سفال‌ها به رنگ سیاه و قرمز رنگ‌آمیزی می‌شدند و از طرح‌های هندسی استفاده می‌کردند. نمونه‌هایی از این سفال‌ها تا جنوب سوریه و اسرائیل و تا شمال داغستان و چچن یافت شده است. گسترش این سفال‌ها، همراه با شواهد باستان‌شناسی، نشان می‌دهد که مردم کُورا-آراکس ممکن است از خانه‌های اصلی خود به بیرون مهاجرت کرده باشند و قطعاً دارای ارتباطات تجاری گسترده‌ای بوده‌اند. آمجاد جیموکا معتقد است که گسترش آنها به جنوب عمدتاً به میتانی و هوری‌ها مربوط می‌شود.
بر اساس گفته‌های جولیویو پالمی (۲۰۰۸)، سفال‌های قرمز-سیاه معمول در فرهنگ کُورا–آراکس از آناتولی شرقی نشأت گرفته و سپس به منطقه قفقاز منتقل شده است. اما این تأثیرات فرهنگی دوباره به آناتولی بازگشت و با سایر عناصر فرهنگی از قفقاز مخلوط شد.
روض یک سایت باستان‌شناسی بزرگ کُورا-آراکس در ایران است که در نزدیکی مرز ترکیه واقع شده است. این منطقه در دره‌ای باریک با ارتفاع ۱۹۰۵ متر از سطح دریا قرار دارد و در سال‌های ۲۰۱۲ تا ۲۰۱۴ حفاری شد. این سایت در مسیر تجاری بین ایران و آناتولی قرار داشت.

### موکاری
موکاری و شراب‌سازی از دوران‌های اولیه در این منطقه به‌طور گسترده‌ای انجام می‌شد. حتی موکاری به فرهنگ پیشین فرهنگ شولاوری-شومو بازمی‌گردد.
اولین شواهد از انگورهای اهلی شده در جهان در گادچریلی گورا، نزدیک به روستای ایمیری، در شهرداری مارنولی در جنوب شرقی جمهوری گرجستان پیدا شده است؛ تاریخ‌گذاری کربنی به حدود ۶۰۰۰ پیش از میلاد اشاره دارد.
هسته‌های انگور که به هزاره‌های چهارم-پنجم پیش از میلاد تعلق دارند، در شولاوری پیدا شدند؛ سایر هسته‌ها که به هزاره چهارم پیش از میلاد تعلق دارند نیز در خیزانات گورا پیدا شده‌اند—همه اینها در همان منطقه «شولاوری» در جمهوری گرجستان قرار دارند.
نظریه‌ای توسط استفان باتیوک مطرح شده است که ممکن است مردم کُورا-آراکس تکنولوژی کاشت انگور و شراب‌سازی را به هلال حاصل‌خیز—بین بین‌النهرین و مدیترانه شرقی—منتقل کرده باشند. گسترش فرم جام شراب، مانند نمونه‌هایی از خربت کرک، به وضوح با این مردم مرتبط است. همین امر در مورد ظروف سرامیکی بزرگ مورد استفاده برای تخمیر انگور نیز صدق می‌کند.

### مذهب
دست‌اندرکاران فرهنگ شنگاویت سیستم دینی پیچیده‌ای داشتند. در بخش مرکزی افق ساخت‌وساز سوم سکونتگاه موخرابلور، یک ساختار فضایی-حجمی کشف شد: یک برج با نقشه مستطیلی (۷٫۴×۵٫۵ متر) که با توف سخت ساخته شده بود، در بخش شرقی آن یک محراب بازالتی یکپارچه به طول ۳٫۹ متر قرار داشت. در نزدیکی این ساختار سنگی، ساختمان‌های گلی و گودال‌های خاکستر کشف شد که در آن‌ها خاکسترهای آتشگاه‌های مقدس جمع شده بود. بسیاری از بت‌های توفی و آتشگاه‌های گلی در سکونتگاه شنگاویت کشف شدند.
در سال ۲۰۱۲، یک سیستم مذهبی پیچیده کشف شد—اتاقی با نقشه مستطیلی که به‌طور خاص برای مراسم‌های مذهبی طراحی شده بود، در داخل آن یک محراب گلی با تزئینات برجسته در قسمت جلویی کشف شد. یک مجسمه بت در محراب قرار داشت و جام‌هایی برای قربانی‌کردن در جلوی آن گذاشته شده بود. در سمت راست از پله‌ها، که به اتاق نیمه‌زیرزمینی معبد منتهی می‌شد، دو حوض گلی کشف شد که در آن‌ها خاکسترهای آتش‌های مقدس نگهداری می‌شد. یک آویز بت‌مانند با نماد فالووسی در معبد پیدا شد که نماد شناسایی کشیش‌ها بود. اتاق مجاور این مجموعه، فعالیت‌های خانگی زمان را نشان می‌دهد. یک مجموعه مذهبی مشابه در سایت باستانی پولور (ساکیول) پیدا شد. در داخل سازه‌های مذهبی، آتشگاه‌های مذهبی از جنس سرامیک که مختص فرهنگ شنگاویت بودند، در جلوی محراب‌ها قرار داشتند. این آتشگاه‌ها قطرهایی تا یک متر داشتند، به طوری که لبه‌های فضای داخلی آن‌ها به شکل دماغه کشتی تقسیم می‌شد و پلتفرم‌های بالایی با رنگ قرمز نقاشی شده و با طرح‌های هندسی تزئین شده بودند. مجسمه‌های زنان و مردان و حیوانات پرستش‌شده مانند اسب‌ها، گاوها و قوچ‌ها در نزدیکی این آتشگاه‌ها پیدا شدند. معابد سیار به شکل هلال با پروتوم‌های قوچ، پایه‌های سه‌پایه و مجسمه‌های آویز به شکل فالووسی نیز ماهیت مذهبی داشتند.

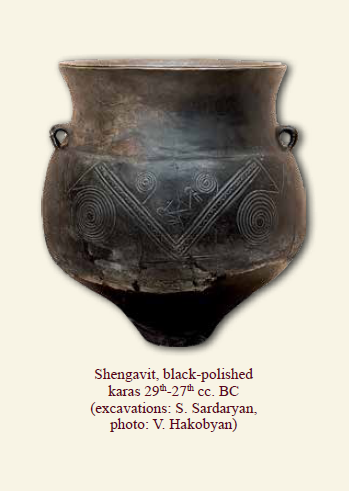
سفال سیاه کشف شده در شنگاویت قرن‌های ۲۹–۲۷ پیش از میلاد

### آداب خاک‌سپاری

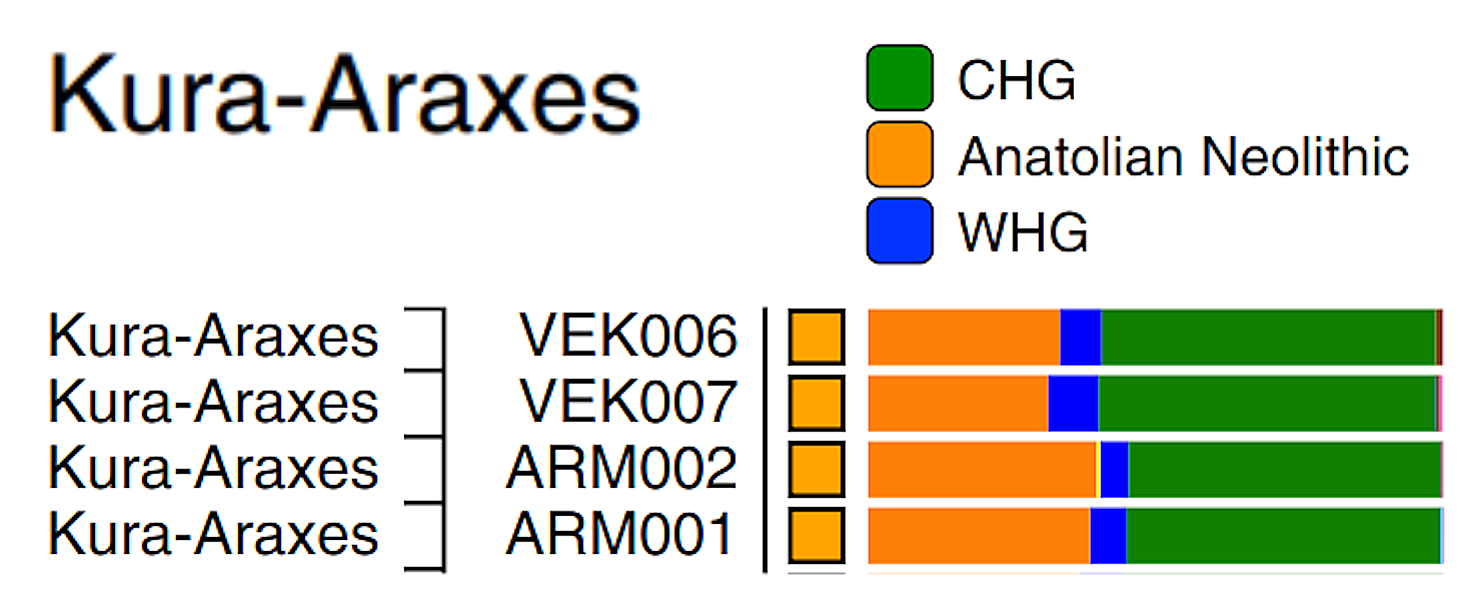
تحلیل ترکیب کُورا-آراکس: ترکیبی از جمع‌آورندگان و شکارچیان قفقاز (CHG)، نئوولیتیک آناتولی (AN) و جمع‌آورندگان و شکارچیان غربی (WHG).

یکی از حوزه‌های عمل مذهبی، مراسم خاک‌سپاری بود. خارج از سکونتگاه‌ها، قبرستان‌هایی در نزدیکی آن‌ها شکل گرفت. هم قبور فردی با دیوارهای خاکی و کاشی‌کاری، و هم قبور خانوادگی وسیع با دیوارهای سنگی کشف شد که در آن‌ها مردگان از خانواده‌های طبقات بالا به صورت متوالی دفن شده بودند. در مرحله نهایی این تمدن، دفن‌های جمعی انجام می‌شد که شامل قربانی‌های انسانی بود. این قبور حاوی تعداد زیادی آثار باستانی بودند که نشانه‌ای از طبقاتی شدن اجتماعی بودند.
رسم دفن ترکیبی است. قبور مسطح پیدا شده‌اند، اما قبور کُرگان قابل توجهی نیز وجود دارند که ممکن است توسط دولمن‌ها احاطه شده باشند. این امر به یک جمعیت قومی-زبانی ناهمگن اشاره دارد.
با تجزیه و تحلیل وضعیت در دوره کُورا-آراکس، ت.آ. آخمُدُف از عدم وحدت در بناهای جنایزی سخن می‌گوید، که او آن را در چارچوب یک فرهنگ واحد بسیار عجیب می‌داند؛ زیرا آداب خاک‌سپاری پایه‌های عمیق فرهنگ‌ساز را منعکس می‌کنند و تأثیر کمی از آداب خارجی می‌پذیرند. در این دوره، قبور غیرکُرگانی و کُرگانی، دفن‌ها در گودال‌های زمینی، در جعبه‌های سنگی و گپ‌ها، در لایه‌های زیرین زمین و روی آن‌ها، استفاده از دفن‌های گرد و مستطیلی، و تفاوت‌های قابل توجه در وضعیت معمول اجساد مشاهده می‌شود. گاهی وقت‌ها، مجموعه‌های دفنی فرهنگ کُورا-آراکس شامل سوزاندن اجساد نیز می‌شد.
در اینجا می‌توان به این نتیجه رسید که فرهنگ کُورا-آراکس به تدریج از طریق ترکیب چندین سنت فرهنگی، از جمله فرهنگ‌های باستانی قفقاز و سرزمین‌های اطراف، توسعه یافته است.
کُورا-آراکس معمولاً دارای کُرگان با اندازه‌های مختلف بودند، به طوری که کُرگان بزرگتر و ثروتمندتر اطراف کُرگان کوچکتر که حاوی ثروت کمتری بودند، قرار داشتند. این کُرگان همچنین شامل انواع مختلفی از مصنوعات فلزی بودند. این روند نشان‌دهنده ظهور نهایتاً یک سلسله‌مراتب اجتماعی مشخص است. عمل ذخیره‌سازی ثروت نسبتاً زیاد در کُرگان دفنی احتمالاً تأثیر فرهنگی از تمدن‌های قدیمی‌تر هلال حاصلخیز در جنوب بوده است.
در هزاره سوم پیش از میلاد، یک گروه خاص از تپه‌های فرهنگ کُورا-آراکس به دلیل ثروت خود برجسته هستند. این دوره آخرین مرحله توسعه فرهنگ مذکور بود. این تپه‌های دفنی به تپه‌های دوره مارتقوپی (یا مارتکُپی) معروف هستند. تپه‌های واقع در کرانه چپ رودخانه آلازانی اغلب ۲۰–۲۵ متر ارتفاع و ۲۰۰–۳۰۰ متر قطر دارند. این تپه‌ها شامل آثار هنری بسیار غنی هستند، مانند جواهرات طلا و نقره.

## ترکیب قوم‌شناختی-زبانی
اگرچه مشخص نیست که در کُورا-آراکس چه زبان‌هایی رایج بودند، دو نظریه عمده وجود دارد که ارتباط آن با زبان‌های هوری-اورارتی یا زبان‌های آناتولی احتمالاً زبان‌های کارتولی و زبان‌های قفقازی شمال شرقی نیز در این منطقه صحبت می‌شده است.